# Liste des gouverneurs de Guyane
Pour les responsables de la colonie sous l'Ancien Régime et jusqu'au Ier Empire, voir l'article Liste des administrateurs coloniaux de la Guyane.

## Les gouverneurs de la Guyane durant l'occupation portugaise de 1809 à 1817
- Janvier - Octobre 1809     Le colonel d'artillerie Manuel Marques
- Octobre 1809 - Février 1812        Pedro Alexandrino Pinto de Sousa
- Février 1812 -  Novembre 1817  João Severiano Maciel da Costa

## Les gouverneurs de la Guyane française de 1817 à 1947
- 1817 - 1819  Claude Carra de Saint-Cyr
- 1819 - 1823  Pierre-Clément de Laussat
- 1823 - 1825 Pierre Bernard Milius
- 1825 - 1826 Charles de Muyssart
- 1826 - 1827 Joseph de Burgues de Missiessy
- 1827 - 1829 Louis Henri de Saulces de Freycinet
- 1829 - 1836 Jean Jubelin
- 1836 - 1837 François-Dominique Laurens de Choisy
- 1837 - 1839 Paul de Nourquer du Camper
- 1839 - 1841 Jean-Baptiste-Marie-Augustin Gourbeyre
- 1841 - 1843 Pons-Guillaume-Bazile Charmasson de Puylaval
- 1843 - 1845 Marie Jean-François Layrle
- 1845 - 1846 Jean-Baptiste Bertrand Armand Cadéot
- 1846 - 1850 André-Aimé Pariset
- 1850 - 1851 Eugène Maissin
- 1851        Jean-François Vidal de Lingendes
- 1851 - 1852   Octave Pierre Antoine Henri de Chabannes-Curton
- 1852 - 1853   Joseph Napoléon Sébastien Sarda Garriga
- 1853 - 1854   Martin Fourichon
- 1854 - 1855   Louis Adolphe Bonard
- 1855 - 1856   Antoine Alphonse Masset
- 1856 - 1859   Auguste Baudin
- 1859 - 1864   Louis-Marie-François Tardy de Montravel
- 1864 - 1865   Antoine Favre
- 1865 - 1870   Agathon Hennique
- 1870          Jean Antoine Alexandre Noyer                   (1809 - 1892)[1]
- 1870 - 1877   Jean-Louis Loubère
- 1877          Alexandre-Eugène Bouët
- 1877 - 1879   Marie Alfred Armand Huart                      (1826 - 1884)[2]
- 1879          Alexandre-Eugène Bouët
- 1879 - 1880   Marie Alfred Armand Huart
- 1880          Paul Adolphe Trève                             (1827 - 1885)
- 1880 - 1883   Charles Alexandre Lacouture                    (1829 - 1917)
- 1883 - 1884   Henri Isidore Chessé                           (1839 - 1912)
- 1884 - 1885   Jean Baptiste Antoine Lougnon                (1843 - 1893)
- 1885 - 1887   Léonce Pierre Henri Le Cardinal                (1830 - 1891)[3]
- 1888 - 1891   Anne Léodor Philotée Metellus Gerville-Réache  (1849 - 1911)[4]
- 1891 - 1893   Louis Albert Grodet
- 1893          Paul Émile Joseph Casimir Fawtier              (1837 - 1903)
- 1893 - 1895   Camille Charvein                               (1834 - 1904)[5]
- 1895 - 1896   Henri Félix de Lamothe
- 1896 - 1898   Henri Éloi Danel
- 1898          Henri Roberdeau
- 1899 - 1901   Louis Mouttet
- 1901 - 1903   Émile Merwart
- 1904 - 1905   Louis Albert Grodet
- 1905          Charles Marchal
- 1905 - 1906   Victor François Ferdinand Rey
- 1906          Louis Alphonse Bonhoure                        (1864 - 1909)
- 1906 - 1907   Édouard Picanon                                (1854 - 1939)
- 1907 - 1909   François Pierre Rodier                         (1854 - 1913)
- 1909 - 1910   William Fawtier                        (1867 - 1926)
- 1910          Fernand Ernest Thérond                         (1862 - ?)
- 1910 - 1911   Paul Samary
- 1911          Denys Joseph Goujon                            (1863 - ?)
- 1911 - 1913   Fernand Lévecque
- 1913 - 1914   Pierre Didelot
- 1914 - 1916   Fernand Lévecque
- 1916          Pierre Didelot
- 1916 - 1917   Georges Lévy                                   (1867 - ?)
- 1917          Jules Gérard Auguste Lauret                  (1866 - ?)
- 1917 - 1918   Antoine Joseph Xavier Barre                        (1864 - 1924)[6]
- 1918 - 1923   Henri Alphonse Joseph Lejeune
- 1923          Julien Edgard Cantau
- 1923 - 1926   Marc Émile Charles Jean Chanel                 (1882 - 1943)
- 1926 - 1927   Gabriel Henri Joseph Thaly
- 1927          François Adrien Juvanon                        (1875 - ?)
- 1927 - 1928   Émile Buhot-Launay
- 1928 - 1929   Camille Théodore Raoul Maillet
- 1929 - 1931   Bernard Siadoux
- 1931 - 1933   Louis Joseph Bouge                             (1878 - 1960)
- 1933 - 1935   Julien Georges Lamy
- 1935 - 1936   Charles Max de Masson de Saint-Félix
- 1936          Pierre Tap
- 1936 - 1938   René Veber
- 1938 - 1942   Robert Paul Chot-Plassot
- 1942 - 1943   René Veber
- 1943 - 1944   Jean Alexandre Léon Rapenne                    (1901 - 1952)
- 1944 - 1946   Jules Eucher Surlemont                         (1897 – 1983)
- 1946 - 1947   Jean Peset[7]